# 경련
경련(痙攣, 영어: convulsion)은 본의치 않게 근육이 격하게 수축되는 것에 의해 일어나는 발작을 말한다. 경련의 패턴은 다양하지만, 크게 전신성(全身性)의 경우와 국소성(局所性)의 경우로 나눌 수 있다. 위에 생기는 경련은 위경련, 식도에 생기는 경련은 식도경련이라고 부른다.

## 병인
경련은 종종 뇌의 비정상적인 전기적 활동으로 인해 발생한다. 특정한 병인은 명확히 밝혀져 있지 않다.

## 같이 보기
- 쥐 (의학)